# Pacte de Bordeaux

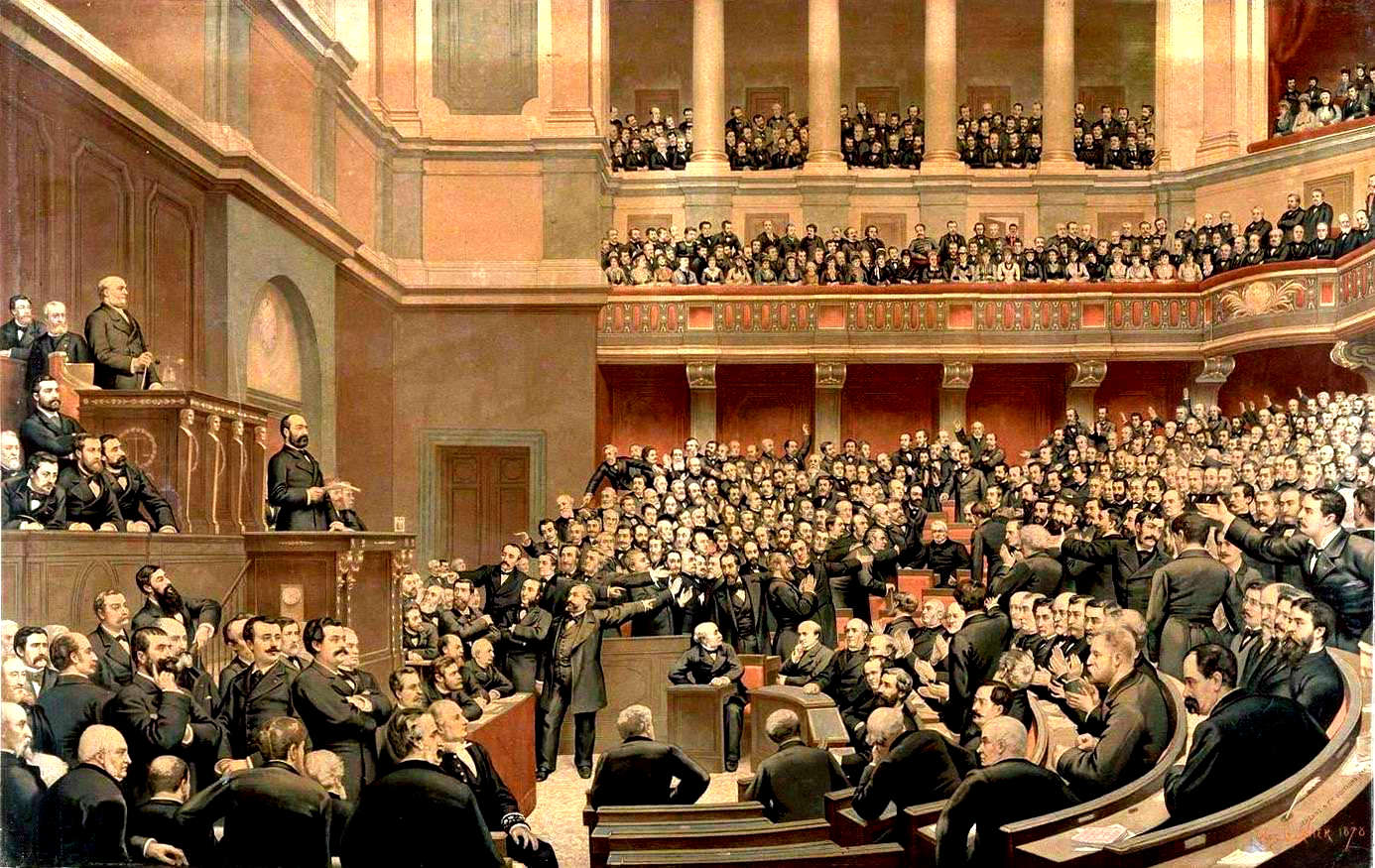
Le Libérateur du territoire, Jules Garnier, 1878, Musée du Château de Versailles. Lors de la séance du 16 juin 1877, les députés de l'opposition, contestant la légitimité du Cabinet ministériel, interpellent le Gouvernement. Dans sa réponse, le ministre de l'intérieur, Fourtou, leur répond que « les hommes qui sont au Gouvernement sont issus de l'Assemblée élue en 1871 dont on peut dire qu'elle a été la pacificatrice et la libératrice du territoire ». En réponse, plusieurs membres de l'Assemblée se lèvent et désignent M. Thiers : « Voilà le libérateur du territoire ! »

Le pacte de Bordeaux est la proclamation par Adolphe Thiers, le 10 mars 1871, d'un statu quo institutionnel entre monarchistes et républicains dans les débuts de la Troisième République par le report du débat sur la nature du nouveau régime.
Dans l'optique de mettre un terme à la guerre franco-prussienne, le gouvernement de la Défense nationale demande la signature de l'armistice à la Prusse dès le 28 janvier 1871. Bismarck refuse car il ne souhaite négocier qu'avec des représentants issus des urnes. Dans cette optique, une Assemblée nationale est élue le 8 février 1871. Celle-ci, composée majoritairement de monarchistes désirant la paix, nomme Adolphe Thiers chef du pouvoir exécutif le 17 février 1871. La paix est finalement signée à Francfort le 10 mai 1871.
Les monarchistes, majoritaires à l'Assemblée, sont divisés entre les légitimistes (minoritaires, 182 sièges à l'assemblée) et les orléanistes (majoritaires, 214 sièges). Ils  espèrent un retour rapide à la Restauration, tandis que les républicains, minoritaires à l'Assemblée, veulent reformer la République. Adolphe Thiers préfère ne pas trancher la nature du régime avant d'avoir fait la paix avec la Prusse et reporte le débat afin de contourner l'obstacle posé par cette opposition : c'est le pacte de Bordeaux, ville dans laquelle le gouvernement s'est alors réfugié. L'accord s'effectue entre Adolphe Thiers et l'Assemblée nationale, qui siège au Grand Théâtre.
Malgré le pacte, le régime prend rapidement une tournure parlementaire et Adolphe Thiers entre en conflit avec l'Assemblée car son régime prend la direction d'une République conservatrice. Paradoxalement, le conflit et l'échec de la Restauration renforcent la tendance républicaine du régime : le décret Rivet voté à la quasi-unanimité nomme Adolphe Thiers "chef du pouvoir exécutif" de la IIIe République. La loi Rivet (31 août 1871), premier acte constitutionnel nomme alors Thiers Président de la République en le dessaisissant de tout pouvoir exécutif.